# Soft Aggression
Soft Aggression è un singolo del rapper statunitense StaySolidRocky pubblicato il 3 marzo 2020.

## Tracce
1. Soft Aggression – 3:20